# El Pargo
El Pargo es una localidad y pedanía española perteneciente al municipio de Salobreña, en la provincia de Granada. Está situada en la parte centro-oeste de la comarca de la Costa Granadina. Próxima a la costa mediterránea, cerca de esta localidad se encuentran los núcleos de Calamedina, Costa Aguilera, Monte Almendros y Caleta-La Guardia.
El pueblo está formado mayoritariamente por segundas residencias frente a los acantilados que hay entre la playa del Caletón y del Cambrón.

## Demografía
Según el Instituto Nacional de Estadística de España, en el año 2022 El Pargo contaba con 29 habitantes censados, lo que representa el 0,23% de la población total del municipio.

### Evolución de la población
| Gráfica de evolución demográfica de El Pargo entre 2012 y 2022 |
|                                                                |
| Datos según el nomenclátor publicado por el INE.               |

## Comunicaciones

### Carreteras
La principal vía de comunicación que transcurre por esta localidad es:
| Identificador | Denominación               | Itinerario        |
| ------------- | -------------------------- | ----------------- |
| N-340         | Carretera del Mediterráneo | Cádiz - Barcelona |

Algunas distancias entre El Pargo y otras ciudades:
| Ciudades  | Distancia (km) |
| --------- | -------------- |
| Salobreña | 3              |
| Motril    | 10             |
| Granada   | 70             |
| Almería   | 118            |
| Jaén      | 160            |
| Murcia    | 336            |